# Saint-Paul-la-Coste
Saint-Paul-la-Coste is een gemeente in het Franse departement Gard (regio Occitanie). De plaats maakt deel uit van het arrondissement Alès. De gemeente telde 327 inwoners op 1 januari 2022.

## Geschiedenis
Zoals elders in de Cevennen vond het protestantisme ingang bij een groot deel van de bevolking van Saint-Paul-la-Coste. Rond 1565 bouwden de protestanten een eigen kerk. Die werd afgebroken na het intrekken van de geloofsvrijheid door het Edict van Fontainebleau (1685). De protestanten gingen ondergronds en de camisards waren ook actief in Saint-Paul-la-Coste. Pas in 1835 kreeg het dorp opnieuw een protestantse kerk, die werd gebouwd op de plaats van de afgebroken kerk.

## Geografie
De gemeente ligt in de Cevennen. De oppervlakte van Saint-Paul-la-Coste bedroeg op 1 januari 2022 18,95 vierkante kilometer; de bevolkingsdichtheid was toen 17,3 inwoners per km².

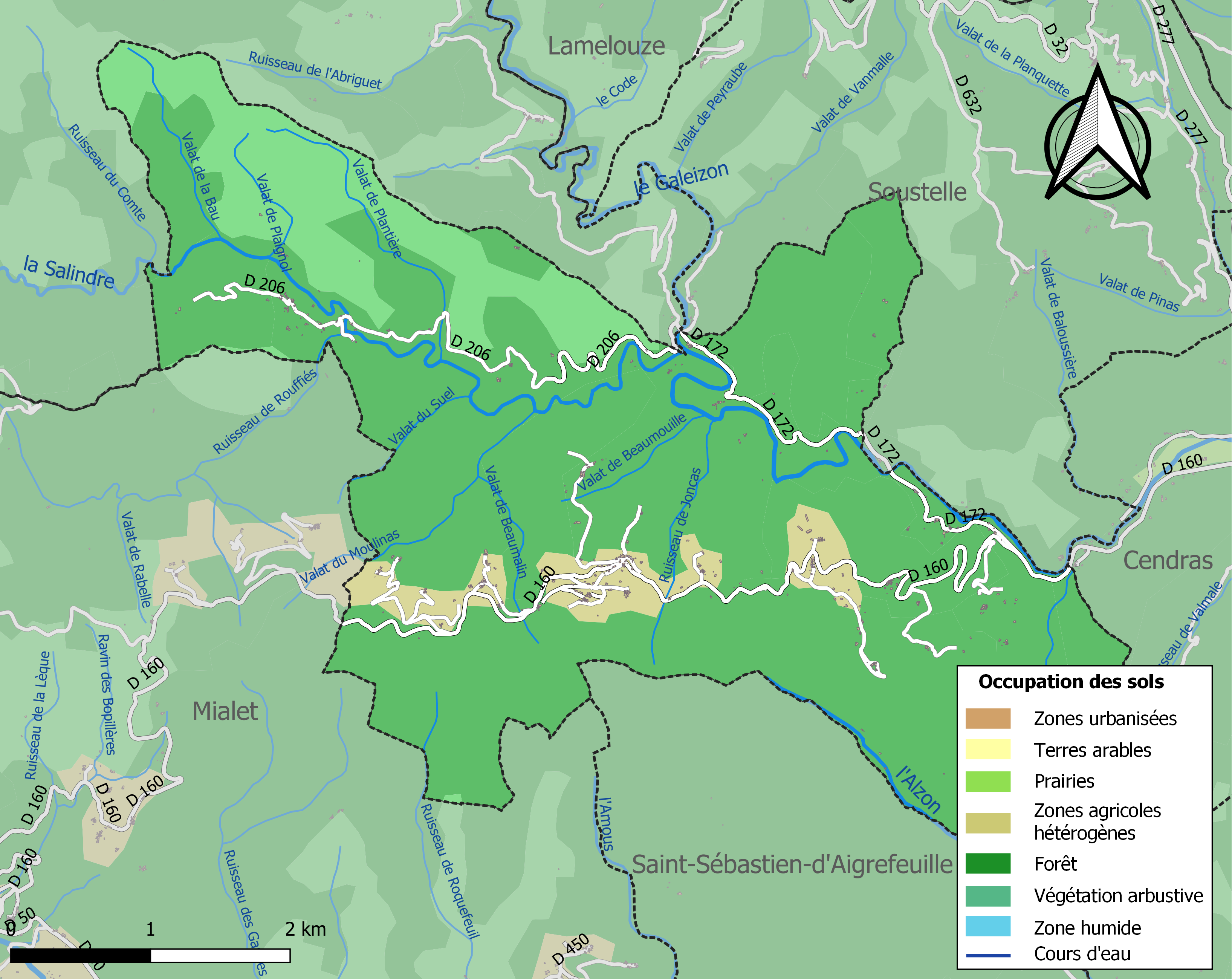
Kaart van de gemeente met belangrijkste infrastructuur, bodemgebruik en omliggende gemeenten

## Demografie
Onderstaande figuur toont het verloop van het inwonertal (bron: INSEE-tellingen).